# Nhà hát vòng tròn của El Jem
Nhà hát vòng tròn của El Jem là một đài vòng hình bầu dục nằm ở thành phố El Djem, Tunisia, trước đây là Thysdrus thuộc tỉnh Proconsularis. Nó được UNESCO công nhận là Di sản thế giới từ năm 1979.

## Lịch sử
Công trình này được xây dựng vào khoảng năm 238 sau Công nguyên tại Thysdrus thuộc tỉnh Proconsularis của Đế quốc La Mã, ngày nay là thành phố El Djem của Tunisia. Đây là một trong những tàn tích đá La Mã được bảo tồn tốt nhất thế giới và là duy nhất tại châu Phi. Như nhiều nhà hát vòng tròn La Mã khác, nó được xây dựng để tổ chức các sự kiện dự khán và là một trong số những nhà hát vòng tròn La Mã lớn nhất trên thế giới. Ước tính sức chứa lên tới 35.000 người với kích thước hai trục lần lượt là 148 mét (486 ft) và 122 mét (400 ft). Nhà hát được xây dựng bằng các khối đá trên khu vực đất bằng phẳng và được bảo tồn đặc biệt tốt.
Công trình hiện tại còn tồn tại là nhà hát vòng tròn thứ ba được xây dựng trên cùng một địa điểm. Vào thời Trung cổ, nó đóng vai trò như là một pháo đài và dân chúng tìm nơi trú ẩn ở đây trong các cuộc tấn công của những kẻ phá hoại vào năm 430 và những người Ả Rập vào năm 647. Năm 1695, trong cuộc cách mạng ở Tunis, Mohamed Bey El Mouradi đã mở một trong những bức tường để ngăn chặn sự kháng cự của những người theo anh trai Ali Bey al-Muradi, người đã tập trung bên trong nhà hát.